# 이스라엘상

이스라엘상(히브리어: פרס ישראל)은 이스라엘 국가가 수여하는 상으로 이스라엘 국가 최고의 문화적 영예로 간주된다.

## 역사
이스라엘상은 매년 이스라엘 독립기념일에 대통령, 총리, 크네세트(이스라엘 입법부) 의장, 최고 법원장이 참석한 가운데 예루살렘에서 열리는 국가 행사에서 수여된다. 이 상은 벤지온 디노르(Ben-Zion Dinor) 교육부 장관의 주도로 1953년에 제정되었으며, 벤지온 디노르는 1958년과 1973년에 직접 수상했다.

## 수상
상은 다음 4개 분야에서 수여되며, 정확한 하위 분야는 매년 수여되는 마지막 분야를 제외하고 4~7년 주기로 매년 변경된다.
- 인문학, 사회과학, 유대학
- 생명과 정확한 과학
- 문화, 예술, 커뮤니케이션, 스포츠
- 평생 업적 및 국가에 대한 탁월한 공헌 (1972년 이후)

상의 수상자는 해당 분야에서 탁월한 성과를 보였거나 이스라엘 문화에 큰 공헌을 한 이스라엘 시민 또는 조직이다. 수상자는 심사위원단에 의해 선정되며, 추천서는 교육부 장관에게 전달된다. 수상자는 매년 부문별 교육부장관이 임명하는 임시위원회에서 선출된다. 위원회의 결정은 만장일치로 이루어져야 한다. 2008년 기준 상금은 7만5000 NIS이다.